# Prefektura apostolska Qiqihar
Prefektura apostolska Qiqihar (łac. Apostolica Praefectura Tsitsiharensis, chiń. 天主教齐齐哈尔监牧区) – rzymskokatolicka prefektura apostolska ze stolicą w Qiqihar w prowincji Heilongjiang, w Chińskiej Republice Ludowej.
Prefektura obejmuje świeckie prefektury miejskie Qiqihar, Daqing, Heihe, Suihua i Da Hinggan Ling.

## Historia
9 lipca 1928 papież Pius XI brewe Ea quae erygował misję sui iuris Qiqihar. Dotychczas wierni z tych terenów należeli do wikariatu apostolskiego Jilin (obecnie diecezja Jilin) i wikariatu apostolskiego Rehe (obecnie diecezja Jinzhou).
17 sierpnia 1931 misję sui iuris Qiqihar podniesiono do rangi prefektury apostolskiej.
Od zwycięstwa komunistów w chińskiej wojnie domowej w 1949 prefektura, podobnie jak cały prześladowany Kościół katolicki w Chinach, nie może normalnie działać. Komuniści wydalili z kraju zagranicznych misjonarzy. Nowe władze państwowe postanowiły scalić wszystkie jednostki kościelne w prowincji Heilongjiang w jedną diecezję ze stolicą w Harbinie. Działania te przeprowadzano bez zgody papieża, więc z punktu widzenia prawa kanonicznego były one nielegalne i nieważne. Prefektura apostolska Qiqihar funkcjonuje jednak w strukturze wiernego papieżowi Kościoła podziemnego.
Obecny prefekt apostolski bp Joseph Wei Jingyi z Kościoła podziemnego ma uznanie Stolicy Apostolskiej lecz nie jest uznawany przez pekiński rząd. Bp Wei Jingyi spędził 4 lata w obozach pracy a później był kilkakrotnie więziony.
W 2005 prefektura liczyła ponad 70 000 wiernych.

## Ordynariusze

### Superior
- ks. Eugène-Jean Imhof[4] (1929 – 1931)

### Prefekci apostolscy
- ks. Eugène-Jean Imhof (1931 – 1934)
- o. Paul Hugentobler SMB[4] (1934 – 1972 de facto do 1950)
- sede vacante (być może urząd sprawował kapłan(i) Kościoła podziemnego) (1972 – 1989)
- Paul Guo Wenzhi (1989 – 2000)
- Joseph Wei Jingyi (2000 – nadal)